# 聖母子とアレクサンドリアの聖カタリナ、聖アウグスティヌス、聖マルコ、洗礼者聖ヨハネ
『聖母子とアレクサンドリアの聖カタリナ、聖アウグスティヌス、聖マルコ、洗礼者聖ヨハネ』（せいぼしとアレクサンドリアのせいカタリナ、せいアウグスティヌス、せいマルコ、せんれいしゃせいヨハネ、伊: Il Matrimonio mistico di santa Caterina d'Alessandria con i santi Agostino, Marco e Giovanni Battista, 英: The Virgin and Child with Saint Catherine, Saint Augustine, Saint Mark and Saint John the Baptist）、あるいは『アレクサンドリアの聖カタリナの神秘の結婚』（伊: Matrimonio mistico di santa Caterina, 英: Mystic Marriage of Saint Catherine）は、ルネサンス期のイタリアのヴェネツィア派の巨匠ティントレットが1545年から1546年ごろに制作した絵画である。油彩。アレクサンドリアの聖カタリナとイエス・キリストの神秘の結婚を中心とする聖会話を主題としている。現在はリヨンにあるリヨン美術館に所蔵されている。

## 作品
ティントレットは聖母子と諸聖人を描いている。人物の記念碑性と態度の熱心さ、自然主義と理想化の均衡により、伝統的な聖会話を刷新している。聖母マリアは建築物の前に座って両脚を伸ばし、膝の上に幼児キリストを乗せている。髪をヴェールで覆った聖母の色白の横顔は神秘的な光に包まれている。聖母は赤いドレスをまとい、両肩に紺色の外套をかけ、右手に開いた書物を持っている。

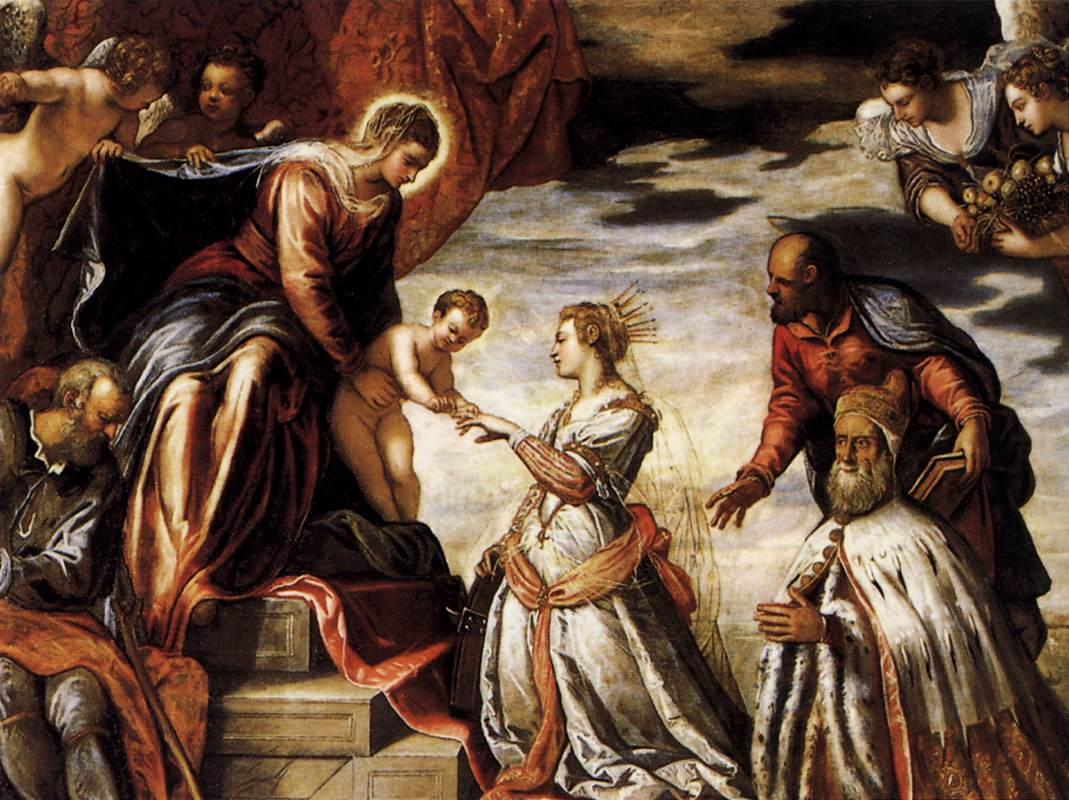
ティントレットの『聖カタリナの神秘の結婚とドージェ・フランチェスコ・ドナ』。1576年。ドゥカーレ宮殿所蔵。

画面中央には、アレクサンドリアの聖カタリナがひざまずいている。幼児キリストは聖カタリナを祝福するため、あるいは聖カタリナの指に指輪をはめるため、聖母の膝の上から身を乗り出し、聖女のほうは両手を合わせている。聖カタリナは聖母と同様に光に包まれた頭に王冠をかぶり、アトリビュートの棕櫚の枝を小脇に挟み、膝のそばに破壊された拷問道具の車輪を置いている。奇妙なことに、聖カタリナはドージェ（ヴェネツィア総督）に典型的な大きなボタンで縁取られた金色のチュニックをまとっている。聖カタリナの右側には、司教の祭服を着て頭に司教冠を被った聖アウグスティヌスが立っている。左側には2人の聖人がいる。すぐそばで青と赤のローブをまとい、足元にライオンを連れて立っているのは聖マルコである。残りの1人は洗礼者聖ヨハネであり、裸の上半身にラクダの毛皮を身に着け、脇にいる子羊の頭を撫でている。彼らの背後に広がる風景は荒涼としており、遠くにいくつかの建築物が小さく見える。
X線撮影を用いた科学的調査によって、聖カタリナがドージェの衣装を身にまとっている理由が明らかになった。聖カタリナの顔の下からドージェの頭飾り、コルノ・ドゥカーレの描写が発見されたのである。この発見により、もともと画面中央の人物像はドージェとして描かれていたが、のちに聖カタリナとして描き直されたことが判明した。
おそらく、ティントレットは1545年のドージェ選挙に先立って正式な奉納寓意画の発注を得ようとし、聖母の足元にひざまずくドージェとしてのフランチェスコ・ドナの肖像を制作していたが、発注を得ることに失敗したためドージェを聖カタリナに変更し、女性的なスカーフで首の周りを包んで衣装を女性化したと考えられる。

## 来歴
絵画に関する最初の記録は、1748年のミュンヘンのバイエルン王家のコレクションまでさかのぼる。1800年にナポレオン軍の略奪に遭い、パリに運ばれたのち、1805年にリヨン美術館に送られた。

## ギャラリー
関連作品

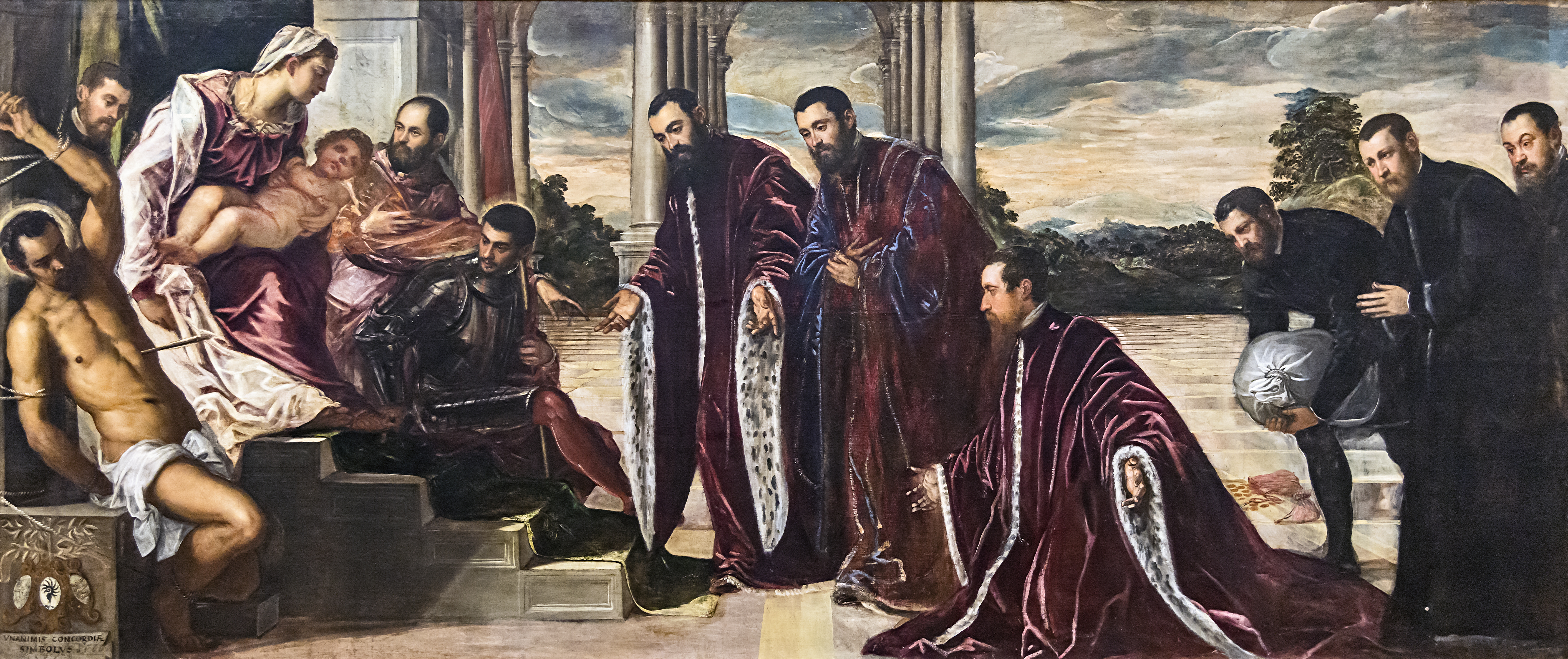
『カメルレンギの聖母』1566年 アカデミア美術館所蔵
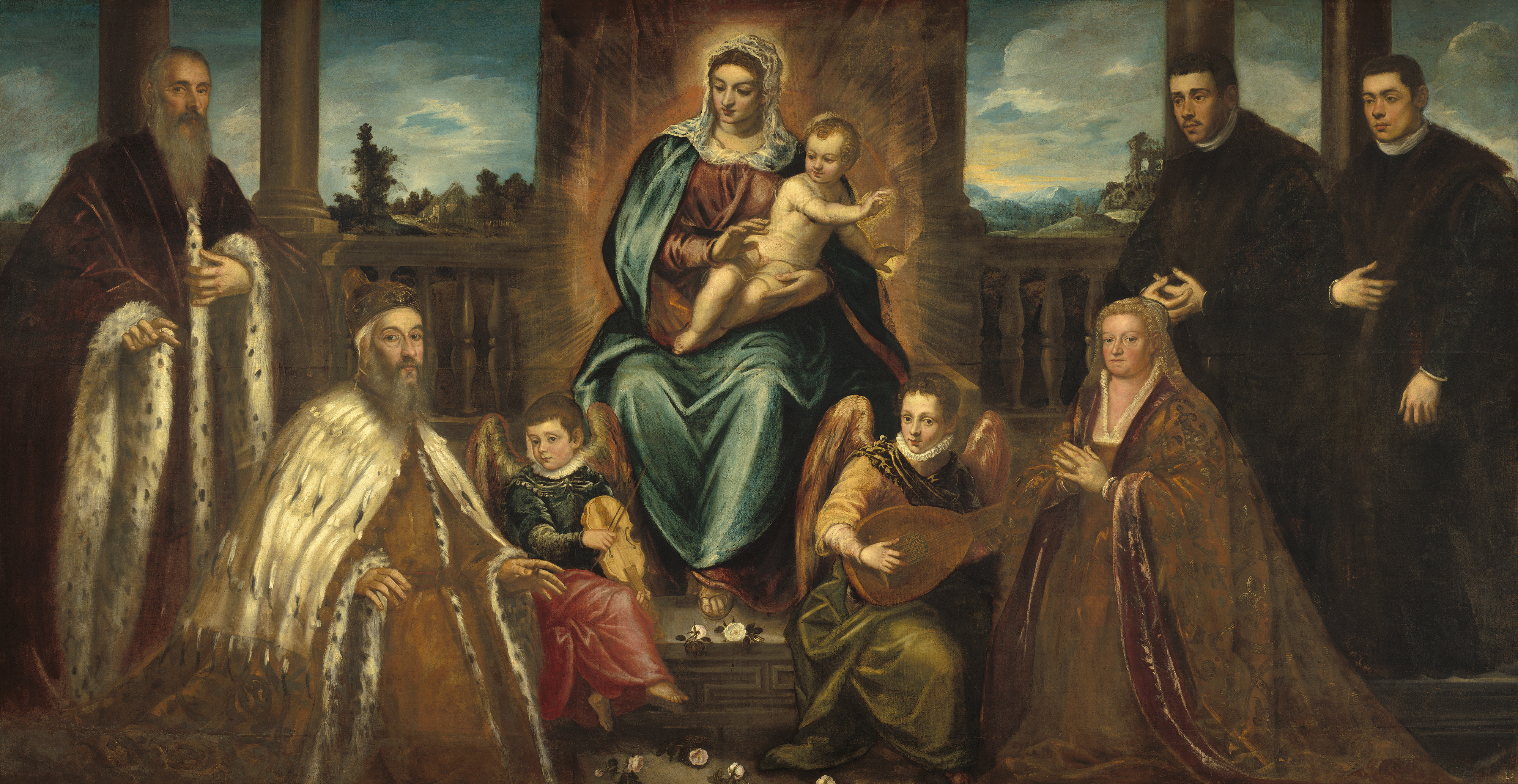
『聖母子の前のドージェ・アルヴィーゼ・モセニーゴと家族』1575年 ナショナル・ギャラリー・オブ・アート所蔵
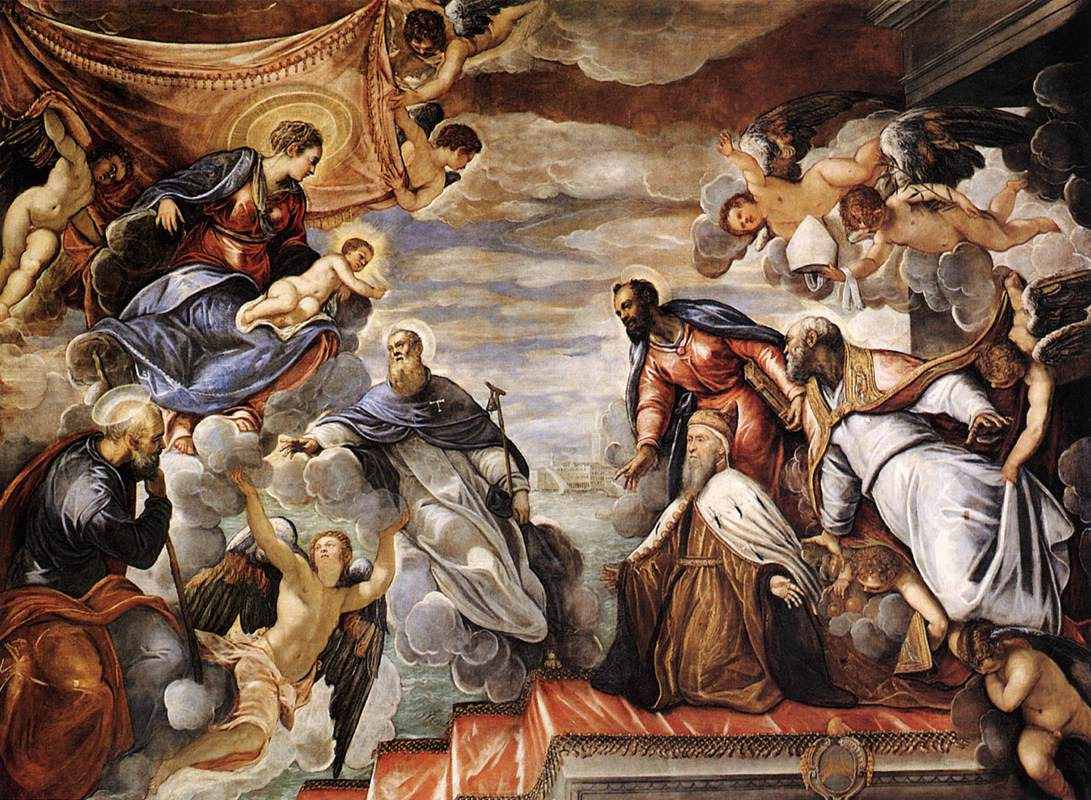
『聖母の保護を呼び起こすドージェ・ニコロ・ダ・ポンテ』1584年 ドゥカーレ宮殿所蔵